# Fédération nationale Saint-Jean-Baptiste
Ne doit pas être confondu avec Société Saint-Jean-Baptiste.
La Fédération nationale Saint-Jean-Baptiste (FNSJB) est une organisation québécoise fondée à Montréal en 1907 rassemblant des femmes francophones et catholiques. Elle est considérée comme la première association féministe canadienne-française. 

## Histoire

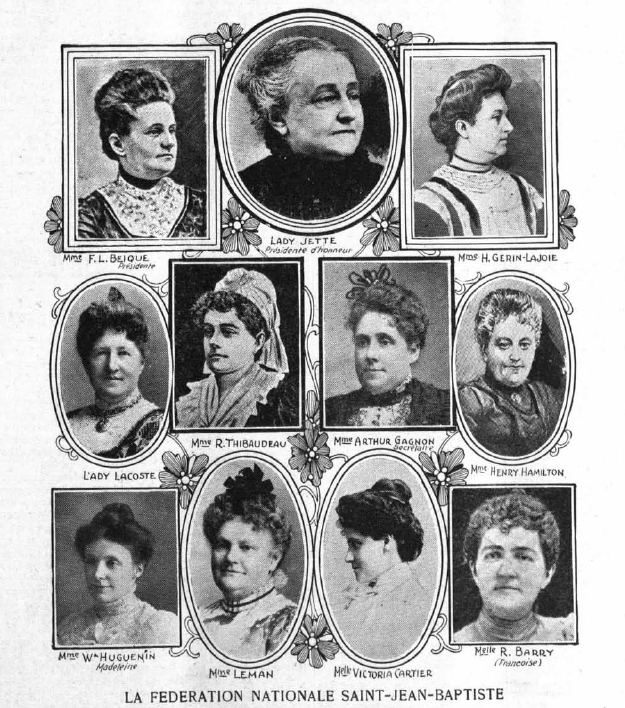
Portrait officiel du premier conseil d’administration de la Fédération nationale Saint-Jean-Baptiste élu à l’automne 1907.

Depuis 1893, les femmes de Montréal coordonnent leurs efforts au sein du Montreal Local Council of Women (MLCW), mouvement non-confessionnel et majoritairement anglophone. 
Les fondatrices francophones éprouvent le besoin de mener une action francophone et catholique dans le droit fil de l'encyclique de Léon XIII Rerum Novarum (1891) qui établit le droit d'association des laïcs en vue de diffuser la doctrine sociale de l'Église. Elles sont aussi inspirées par le projet de « féminisme chrétien » de la Française Marie Maugeret en 1896.
Joséphine Marchand-Dandurand, Caroline Dessaulles-Béique, Marie Lacoste-Gérin-Lajoie, Marguerite Thibaudeau, suscitent d'abord, en 1902, la création d'un comité de Dames patronnesses au sein de la Société Saint-Jean-Baptiste de Montréal (SSJB), organisation présidée par l'époux de Caroline Dessaulles-Béique, dans le but d'améliorer les conditions de vie des femmes du Canada Français.
En 1907, elles quittent le MLCW et fondent la Fédération nationale Saint-Jean-Baptiste (FNSJB), affiliée en 1911 à l'Union mondiale des ligues féminines catholiques. 
Caroline Dessaulles-Béique en est la première présidente et Marie Lacoste-Gérin-Lajoie la première secrétaire (1907-1913). Marie Lacoste, présidente de 1913 à 1933, est l'âme de la Fédération.
La FNSJB est destinée, selon l'intention de ses fondatrices, à « grouper les Canadiennes françaises catholiques en vue de fortifier par l'union leur action dans la famille et dans la société ».
La FNSJB suscite la création de sections locales dans les paroisses et publie un mensuel, La Bonne parole, à partir de 1913. 
La FNSJB entend protéger les femmes de la violence conjugale et de la pauvreté par la lutte contre l’alcoolisme, professionnaliser le travail domestique par la formation des domestiques, lutter contre la mortalité infantile par l’hygiène et la puériculture, obtenir le droit de vote auprès des autorités politiques et religieuses et former les femmes à la politique, faire modifier le statut matrimonial des femmes dans le code civil, revendiquer le droit à l’instruction supérieure et à l’exercice des professions.
De 1917 à 1929, la FNSJB joue un rôle important dans la lutte pour l'obtention du suffrage féminin au Québec, jusqu'à ce que l'opposition des évêques Québécois réduise ses marges de manœuvre et pousse Marie Lacoste-Gérin-Lajoie à démissionner de la présidence du Comité provincial du suffrage féminin. L'action de la FNSJB dans ce domaine se concentre alors sur la formation civique des femmes pour les préparer à l'exercice du droit de suffrage.
En 1965, la FNSJB est associée aux associations féministes qui célèbrent le 25e anniversaire du droit de vote féminin, notamment avec l'organisation du Colloque La femme du Québec – hier à aujourd’hui. L'année d'après, la présidente de la FNSJB rejoint la Fédération des femmes du Québec, mouvement non confessionnel dont la principale initiatrice est la Ligue des droits des femmes de Thérèse Casgrain (1896-1981).
Le fonds d'archives de la Fédération nationale Saint-Jean-Baptiste est conservé au centre d'archives de Montréal de Bibliothèque et Archives nationales du Québec.

## La FNSJB est-elle féministe?
La Fédération Saint-Jean-Baptiste est-elle à proprement parler féministe ? 
Elle le déclare elle-même. Et elle mène une action en faveur de l'amélioration du statut légal des épouses, des droits civiques des femmes et de leurs conditions de vie. Ce sont bien là des objectifs féministes.
Mais la FNSJB se donne pour mobile de permettre aux femmes d'exercer pleinement leurs devoirs et leurs vertus de mères de famille au service de la nation. Ce sont ces vertus et ces devoirs spécifiques, complémentaires de ceux des hommes, qui justifient la revendication de droits pour les femmes et une extension de leur rôle social au-delà du cercle de famille.
Karine Hébert, à la lumière des distinctions récentes de l'historiographie féministe, qualifie la FNSJB de « maternaliste ». Elle distingue le féminisme, fondé sur la recherche de l'égalité entre les sexes, du maternalisme fondé sur la vocation propre des femmes en tant que mères. C'est en tant que mères qu'elles réclament un rôle social, c'est au nom de leur différence et de leur complémentarité qu'elles revendiquent des droits égaux. 
La FNSJB en ce sens serait maternaliste, plus précisément « maternaliste progressiste », en tant qu'elle revendique des droits pour les femmes et ne se contente pas d'exalter la dignité et le rôle social des mères comme le font d'autres associations féminines chrétiennes telles le Cercle des fermières (créé en 1915 et devenue en 1944 l’Union catholique des fermières) qui professe, selon Karine Hébert, un « maternalisme sentimental » et qui s'opposa au suffrage féminin.
Le maternalisme de la FNSJB ne se contente pas non plus de revendications touchant au bien-être des mères et des enfants. Ses revendications sont celles d'une reconnaissance étendue des responsabilités maternelles des femmes, comme le note Micheline Dumont qui parle elle du « féminisme » de la FNSJB, toujours en contraste avec le Cercle des fermières. Dans la mesure où il ne s'agit pas de réduire les femmes à leur rôle de mère mais d'étendre leur rôle de mère en dehors de la famille, il s'agit bien de féminisme. Du moins, en dernière analyse, peut-on distinguer une idéologie ou une stratégie maternaliste et un féminisme pratique qui permet à la FNSJB de s'allier à d'autres féministes pour des revendications concrètes. L'exemple le plus marquant est celui du Comité provincial pour le suffrage féminin (CPSF), créé par Marie Gérin-Lajoie et Mme Walter Lyman, qui compte parmi ses membres Thérèse Casgrain et Idola Saint-Jean.

### Publications de la Fédération
- 1896 : Lacoste-Gérin-Lajoie Marie, « Le mouvement féministe », The Annual Report of the National Council of Women of Canada, p. 286-289. Reproduit dans Le Coin du feu, 1896, p. 164-165.
- 1907 : Premier Congrès de la Fédération Nationale Saint-Jean-Baptiste, Montréal, Paradis, Vincent & Cie
- 1909 : Deuxième Congrès de la Fédération Nationale Saint-Jean-Baptiste, Montréal, Paradis, Vincent & Cie
- 1911 : Gérin-Lajoie  Marie, "La Fédération Nationale Saint-Jean-Baptiste et ses associations professionnelles", L’École sociale populaire, no 5.
- 1913-1930 : La Bonne Parole (revue de la FNSJB)
- 1939 : Béique Mme F.-L. Quatre-vingts ans de souvenirs, Montréal, Éditions Bernard Valiquette et Éditions A.C.F..

### Fonds d'archive
- Archives nationales du Québec à Montréal (ANQM) : on y trouve les Fonds de la Fédération nationale Saint-Jean-Baptiste (FFNSJB)
- Archives de l'Institut Notre-Dame du Bon-Conseil de Montréal (AINDBC): elles abritent le Fonds de Marie Lacoste-Gérin-Lajoie (1867-1945), fondatrice de la Fédération nationale Saint-Jean-Baptiste, le Fonds de Marie-J. Gérin-Lajoie (1890-1971), fille de la précédente, fondatrice de l'Institut Notre-Dame du Bon-Conseil, et les Fonds de l'Institut Notre-Dame du Bon-Conseil de Montréal. Adresse : 1215 boulevard Saint-Joseph Est, Montréal.